# Plowmania nyctaginoides
Plowmania nyctaginoides ist eine Pflanzenart aus der Familie der Nachtschattengewächse (Solanaceae), die bisher nur im südlichen Mexiko und in Guatemala gefunden wurde. Sie ist die einzige Art der Gattung Plowmania.

## Beschreibung

### Vegetative Merkmale
Plowmania nyctaginoides sind 0,9 bis 1,5 m hohe, meist rankende Pflanzen. Die Rinde der Sprossachse besitzt Festigungsgewebe (Kollenchym), der Endodermis fehlt eine stärkehaltige Scheide, wie sie in den möglicherweise nahe verwandten Leptoglossis zu finden ist. Das Perizykel ist faserig, das Mark besteht aus Parenchymgewebe. Sowohl die Rinde als auch das Mark sind drüsig. Die Laubblätter stehen an bis zu 1 cm langen Blattstielen, die Blattspreiten sind 3 bis 10 cm lang, oval-elliptisch und weisen ein dorsiventrales Mesophyll auf.

### Blüten
Der Kelch der Blüte ist glockenförmig und etwa 10 mm lang. Die Krone ist trichterförmig, leicht bauchig und sehr auffallend, leuchtend gefärbt: Die Kronröhre ist orange mit einer grünlichen Basis, die Kronlappen sind zinnoberrot geflammt bis scharlachrot, der Schlund ist gold-gelb. Der Kronblattsaum hat eine Breite von etwa 19 bis 25 mm. Die vier Staubfäden kommen in zwei verschiedenen Formen vor: Das obere Paar besitzt längere Staubfäden als das untere Paar. Die Staubbeutel sind bei beiden Staubblatttypen gleichgestaltig, etwa 2 mm lang, die Theken stehen voneinander getrennt. Die Pollen sind leicht abgeflacht und mit etwa 30 µm mittelgroß. In den Blüten existiert ein kreisförmiges, auffälliges Nektarium.

### Früchte und Samen
Die Früchte der Art sind vielsamige Kapseln, die vermutlich scheidewandspaltig mit zwei Kammern aufspringen. Das Perikarp ist lederig. Ausgereifte Samen wurden bisher nicht gefunden; die an den beobachteten Pflanzen gefundenen, unreifen Samen besaßen eine Größe von 1,2 bis 1,6 mm.

## Verbreitung und Standort
Die Art ist bisher (Stand 2001) nur aus sieben Aufsammlungen bekannt. Alle Funde stammen aus den vulkanischen Bergen des südlichen Mexiko und Guatemalas und aus Höhen zwischen 1800 und 3800 m.

## Systematik
Aufgrund der Seltenheit der Art ist eine zuverlässige Einordnung in die Systematik der Nachtschattengewächse sehr schwer. Armando Hunziker platziert sie provisorisch zusammen mit den Gattungen Leptoglossis und Hunzikeria im Subtribus Leptoglossinae des Tribus Nicotianeae der Unterfamilie Cestroideae. Diese Platzierung begründet er mit der Übereinstimmung der floralen Charakteristik, erwähnt aber auch eine mögliche enge Verwandtschaft zu den Brunfelsia, deren Anatomie der Sprossachsen mit der von Plowmania nyctaginoides übereinstimmt. Eine genauere Platzierung wird erst mit weiteren Sammlungen möglich sein, durch die auch die Eigenschaften von ausgereiften Samen, jungen Blütenknospen oder aber des Karyotyps bestimmt werden können.
Der Name der Gattung ehrt den amerikanischen Botaniker Timothy Charles Plowman (1944 – 1989), der zuerst vermutete, dass die zunächst der Gattung Brunfelsia zugeordnete Art einer anderen Gattung angehört.